# Bibliografi
En bibliografi er en beskrivelse af eller fortegnelse over bøger, tidsskrifter, artikler inden for et område. Bibliografien kan være i trykt eller i elektronisk form.
Bibliografier kan opdeles i:
- Fagbibliografi – fortegnelse over litteratur, der handler om et bestemt emne – f.eks. en kunstbibliografi
- Institutionsbibliografi – værker om en bestemt institution, organisation, virksomhed mv.
- Kataloger – fortegnelse over et biblioteks beholdning af bøger, tidsskrifter mv. – f.eks. REX-databasen fra Det Kgl. Bibliotek
- Lokalbibliografi – fortegnelser over udgivelser fra et bestemt lokalområde, f.eks. Litteratur om Søllerød Kommune : en bibliografi
- Nationalbibliografi – udgivelser fra et bestemt land – f.eks. Dansk Bogfortegnelse og Bibliotheca danica
- Personalbibliografi – litteratur af eller om enkeltpersoner – f.eks. Dea Trier Mørch : en bibliografi

En bibliografi kan også siges at være en kvalitativ søgning inden for et bestemt emne eller område, som andre (bibliografen) har udført med sit værk. Eller bibliografien bør kunne give sin læser et overblik over litteraturen inden for området.
Bibliografi kan også forstås som læren om klassifikation og beskrivelse af bøger.

## Historie
Fra Salmonsens konversationsleksikon, 2. udgave, s.186 kan læses:
| Citat | ...den gren af litteraturvidenskaben, som beskæftiger sig med at optegne, klassificere og beskrive alle tiders og folkeslags boglige frembringelser. Fra at betegne et videnskabeligt, litterært arbejde, er ordet nu gået over til at blive en, efter videnskabelige principper udarbejdet fortegnelse over et vist lands, et vist tidsrums eller et enkelt bestemt emnes litteratur. Som bibliografiens egentlige grundlægger betragtes Konrad Gessner, som i sit værk Bibliotheca universalis (Bd 1-4, Zürich 1545-1555) forsøgte at optegne alle tiders, landes og videnskabers arbejder. | Citat |
|       | |       |